# Jean-Marie de Prugues
Jean-Marie de Prugues (mort à Paris en juin 1690) est un ecclésiastique qui fut évêque désigné de Dax de 1688 à 1690.

## Biographie
Jean-Marie de Prugues, issu d'une famille originaire de la région des Landes est prêtre et docteur en théologie, lorsqu'il est nommé délégué de la province ecclésiastique d'Auch à l'Assemblée du clergé de 1675 qui se réunit à Saint-Germain en Laye. Abbé de Saint-Loubouer en 1674, il est aussi  chanoine du chapitre de la cathédrale d'Aire lors de l'assemblée de 1680 puis vicaire général. 
Il est désigné comme évêque de Dax le 15 août 1688. Il arrive à Dax le 3 mai 1689 et y réside quelques mois avant de partir à Paris pour l'assemblée du clergé de 1690 représenter le diocèse comme « administrateur temporel ». C'est là qu'il meurt en juin de la même année, sans avoir été ni confirmé ni consacré.